# 小行星5530
小行星5530（5530 Eisinga）是一颗绕太阳运转的小行星，为主小行星带小行星。该小行星于1960年9月24日发现。

## 轨道参数
小行星5530的轨道半长轴为2.2944163 UA，离心率为0.151。